# Список заслуженных мастеров спорта России по киокусинкай
Звание «Заслуженный мастер спорта России» (ЗМС) введено в 1992 году. Первым заслуженным мастером спорта России по Кёкусинкай стала 30 июня 2004 года единственная на тот момент двукратная чемпионка мира (1997 и 2002), трёхратная чемпионка России — Зухра Салямовна Курбанова. 
Троим первым ЗМС по киокусинкай (З. С. Курбанова, С. А. Осипов, О. В. Микиртумова) звание было присвоено на основании редакации Положения о Почетных спортивных званиях в редакции 2001 года, а именно:
III. Заслуженный мастер спорта России:

…

3.4.1. Абсолютным победителям чемпионата мира и Европы или двукратным победителям чемпионата мира, или трехкратным победителям чемпионата Европы в индивидуальных видах программы.
3.4.2. По совокупности результатов в индивидуальных видах программы — победителю и двукратным призёрам (2—3 место) чемпионата мира, или двукратным победителям и призёрам (2—3 место) чемпионата Европы, или двукратным победителям Кубка мира и призёрам (2—3 место) чемпионата мира, или трёхкратным победителям Кубка Европы и призёрам (2—3 место) чемпионата Европы.
Последующие присвоение проводились согласно редакции Положений от 2006, 2008 , 2017  и 2020 , при наборе 150 квалификационных баллов и выполнении ряда дополнительных условий.
Первым ЗМС в виде программы «ката» вида спорта Киокусинкай стал в А. А. Химиченко в 2011 году. Всего ЗМС в виде программы «ката» являются 6 человек: А. А. Химиченко, М. А. Брагина, М. Р. Грачев, Д. О. Кухарев, И. А. Сковородникова, Н. К. Богданова. Все остальные спортсмены представляют вид программы «кумитэ».
Шесть ЗМС по Киокусинкай являются обладателями Национальной премии в области боевых искусств Российского Союза боевых искусств «Золотой пояс» — Е. А. Воробьева (2005), С. А. Осипов (2008), А. А. Хрипунова (2009) , Т. Г. Никоелишвили (2010) , У. А. Гребенщикова (2015) , А.М.Назаретян (2020) . Интересно, что четверо из шести (Воробьева Е. А., Хрипунова А. А., Никоелишвили Т. Г., Гребенщикова У. А.) стали лауреатами «Золотого пояса» до присвоения звания ЗМС.

## Список
Список составлен на основе списка ЗМС на официальном сайте Ассоциации Киокусинкай России.

### 2004
- Зухра Салямовна Курбанова — Москва, ИФК (с 2010 года - WKO), удостоверение номер 1580 (приказ номер 1А) от 30.06.2004

### 2006
- Осипов Сергей Александрович — Москва, КАН, приказ № 7 от 13.04.2006
- Микиртумова Ольга Викторовна — Пермский край, ФКР ИКО, удостоверение номер 2062 (приказ номер 11А) от 20.09.2006

### 2008
- Лепина Мария Станиславовна — Москва, ИФК, удостоверение номер 2282 (приказ номер 4А) от 27.03.2008
- Горохов Алексей Юрьевич — Нижегородская область, ИФК, удостоверение номер 2307 (приказ номер 5А) от 27.03.2008

### 2010
- Карасюк Виктор Степанович — Москва, ВКО, приказ 103-нг от 02.08.2010
- Хрипунова Анастасия Андреевна — Москва, РНФКК ИКО, приказ 30-нг от 05.04.2010

### 2011
- Абдурашидов Шамсудин Абдурашидович — Республика Дагестан, КАН, приказ 116-нг от 05.09.2011
- Воробьева Елена Анатольевна — Санкт-Петербург, ИКО (РНФКК), приказ 116-нг от 05.09.2011
- Панова Мария Александровна — Новосибирская область, ИФК, приказ 69-нг от 11.05.2011
- Химиченко Андрей Андреевич — Москва, ИФК, приказ 116-нг от 05.09.2011

### 2012
- Гасташев Тимур Ануарович — КБР, КАН, приказ 46-нг от 26.03.2012
- Николеишвили Тариел Гелаевич — Москва, ИКО (РНФКК), приказ 27-нг от 29.10.2012
- Савельев Дмитрий Сергеевич — Санкт-Петербург, ИФК, приказ 46-нг от 26.03.2012

### 2013
- Брагина Майя Александровна — Пермский край, ИКО (ФКР), приказ 186-нг от 31.12.2013
- Видюлин Андрей Владимирович — Краснодарский край, КАН, приказ 186-нг от 31.12.2013
- Грачев Михаил Расулович — Тамбовская область, КАН, приказ 186-нг от 31.12.2013
- Кухарев Денис Олегович — Пермский край, ИКО (ФКР), приказ 186-нг от 31.12.2013
- Нестеренко Роман Александрович — Амурская область, ВКО, приказ 14-нг от 04.03.2013
- Сковородникова Ирина Александровна — Тамбовская область, КАН, приказ 170-нг от 02.12.2013

### 2014
- Берёзова Светлана Олеговна — Кемеровская область, ИФК, приказ 177-нг от 15.12.2014
- Мамро Евгений Владимирович — Свердловская область, ИФК, приказ 177-нг от 15.12.2014
- Хачатрян Арсен Манвелович — Кемеровская область, ИФК, приказ 42-нг от 29.04.2014
- Межевцов Алексей Юрьевич — Москва, ИФК, приказ 139-нг от 06.10.2014

### 2015
- Богданова Наталия Константиновна — Кировская область, ИФК, приказ 111-нг от 05.08.2015

### 2016
- Сабаева Анжелика Николаевна — Москва, ИФК, приказ 80-нг от 28.06.2016

### 2017
- Гендик Татьяна Петровна — Краснодарский край, КАН, приказ 2-нг от 12.01.2017[9]
- Гулько Елена Юрьевна — Санкт-Петербург, ИКО (РНФКК), приказ 22-нг от 22.02.2017[10]
- Гребенщикова Ульяна Вадимовна — Санкт-Петербург, ИКО (РНФКК), приказ 95-нг от 25.07.2017[11]
- Ефремова Анна Геннадьевна — Кировская область, ИФК, приказ 162-нг от 21.12.2017[12]
- Ряднов Игорь Александрович — Москва, ИФК, приказ 162-нг от 21.12.2017[12]

### 2018
- Титков Игорь Владимирович — Пермский край, ИКО (ФКР), приказ 60-нг от 27.04.2018[13]

### 2019
- Ишахнели Виталий Артурович — Москва, ИФК, приказ 7-нг от 15.01.2019 [14]
- Касумов Фарид Касумович — Кемеровская область, ИФК, приказ 47-нг от 25.03.2019  [15]
- Мансуров Марсель Данисович — Свердловская область, ИФК, приказ 47-нг от 25.03.2019  [15]
- Масленников Николай Алексеевич — Москва, ИФК, приказ 47-нг от 25.03.2019  [15]
- Самадуров Василий Андреевич — Краснодарский край, КАН, приказ 76-нг от 15.06.2019  [16]
- Чмуневич Сергей Анатольевич — Кемеровская область, ИФК, приказ 76-нг от 15.06.2019  [16]
- Назаретян Артём Миронович — Москва, КАН, приказ 76-нг от 15.06.2019  [16]
- Вишнякова Анна Андреевна — Москва, WKO, приказ 182-нг от 18.12.2019  [17]

### 2020
- Мицаев Магомед Исаевич — Чеченская республика, ИКО (ФКР), приказ 111-нг от 19.10.2020 [18]
- Тумашев Иван Игоревич — Свердловская область, ИФК, приказ 111-нг от 19.10.2020 [18]
- Дрозд Александр Валентинович — Санкт-Петербург, ИФК, приказ 111-нг от 19.10.2020 [18]
- Карпенко Илья Викторович - Кемеровская область, ИКО (ФКР), приказ 123-нг от 12.11.2020  [19]
- Заринян Ашот Камоевич - г. Москва, ИКО (ФКР), приказ 123-нг от 12.11.2020 [19]
- Засорина Ксения Сергеевна - Хабаровский край, ИКО (ФКР), приказ 123-нг от 12.11.2020 [19]

### 2021
- Лузин, Андрей Владимирович — Калининградская область, ИКО (РНФКК), приказ 157-нг от 17.12.2021 [20]

### 2022
- Насиров, Назар Захирович — Красноярский край, WKO, приказ 56-нг от 21.04.2022 [21]